# Thyssenhöhe
Thyssenhöhe är en kulle i Antarktis. Den ligger i Västantarktis. Argentina och Storbritannien gör anspråk på området. Toppen på Thyssenhöhe är 742 meter över havet.
Terrängen runt Thyssenhöhe är huvudsakligen mycket platt. Trakten är obefolkad. Det finns inga samhällen i närheten.